# Lisa Gavrič
Lisa Gavrič, nacida Elisabeth Bechmann, (Viena, 31 de julio de 1907 - Dubna, 22 de junio de 1974) fue una comunista austriaca que participó como Internacionalista en la Guerra civil española integrándose en las Brigadas Internacionales para apoyar al bando republicano en su lucha contra el fascismo. Posteriormente colaboró con la Resistencia francesa en apoyo al movimiento de resistencia alemán.

## Trayectoria
Elisabeth "Lisa" Bechmann nació Viena en el seno de una familia de clase media baja. Su padre era ferroviario. Ella y sus hermanos recibieron una educación estricta. Se formó y cualificó para trabajar como sombrerera. A través de su hermana mayor Trude, que había asistido a la Universidad de Viena, pero había sido relegada debido a sus actividades políticas, se involucró con un grupo de Jóvenes Comunistas de Viena. En 1927, abandonó la casa de sus padres y se trasladó a París, donde vivió de manera discreta y trabajó en una pequeña fábrica con bajos salarios. Durante su estancia, conoció a diversas personas, incluidos otros expatriados.
Una de las nuevas amistades de Bechmann fue Milan Gavrić, un comunista del recientemente renombrado y relanzado Reino de Yugoslavia. En París, Milán Gavrić se integró en un círculo de amigos centrado en el marxismo y el comunismo, círculo al que se unió Bechmann. En 1929, Milan Gavrić y Lisa Bechmann se casaron y, más tarde ese mismo año, nació su hija Inga. El apartamento familiar se convirtió en un punto de encuentro clandestino para los comunistas yugoslavos exiliados que habían huido de su patria, ahora bajo un régimen fascista. Sin embargo, en 1930, la pareja decidió regresar a Yugoslavia, impulsados a hacerlo por el desempleo, la pobreza, el hambre, la preocupación por su hija y la atracción hacia el Partido Comunista Yugoslavia, ilegal pero muy activo.
La nueva constitución promulgada por decreto en Yugoslavia durante la segunda mitad de 1931 consolidó la instalación de una dictadura militar fascista que, de hecho, ya llevaba en vigor más de un año. Los movimientos políticos progresistas (antifascistas) fueron suprimidos. Los comunistas fueron perseguidos. Lisa y Milan Gavrić se instalaron en Bosnia con su hija en Tuzla, la ciudad en la que Milan había crecido. En ese contexto, se organizaron grupos comunistas en oposición al nuevo régimen, y Milan asumió el cargo de secretario del liderazgo regional del partido en Tuzla. Lisa apoyó activamente a su esposo y trabajó para el partido, sirviendo, según algunas fuentes, como enlace entre los comunistas en Yugoslavia y los Jóvenes Comunistas en Viena. En enero de 1933, los grupos comunistas de Tuzla y de otras ciudades y pueblos bosnios fueron delatados ante las autoridades por un espía. Muchos fueron arrestados y acusados de alta traición. Entre los detenidos y condenados a varios años de prisión se encontraba Milan Gavrić. Logró escapar y posteriormente luchó junto a los partisanos de Tito contra la ocupación alemana. Por su parte, Lisa fue condenada a diez meses de cárcel por sus actividades comunistas. Posteriormente fue expulsada de Yugoslavia y a principios de 1934 huyó con su hija a Viena.
Austria también se encontraba en una situación agitada en aquella época. El gobierno austrofascista había ilegalizado recientemente el Partido Comunista de Austria, que sin embargo seguía funcionando. Gavrić llegó a tiempo para el levantamiento de febrero, que se concentró en las ciudades más grandes, especialmente Viena. Aunque el acontecimiento en sí duró menos de una semana, consistió en un brutal y consecuente enfrentamiento entre las fuerzas del estado fascista -la policía y el ejército- y manifestantes callejeros antifascistas y grupos paramilitares que representaban en distintas proporciones las fuerzas de la democracia, el socialismo y el comunismo. Durante 1934, Lisa Gavrić trabajó para el ilegal Partido Comunista, recibiendo órdenes tanto del partido austríaco como de su partido hermano en Yugoslavia. También ayudó a mantener los contactos entre el partido y su ala juvenil activista.

### París
En 1936 fue enviada por el Partido comunista de Austria a París donde, tras las elecciones generales de mayo de ese año, el gobierno del Frente Popular de Léon Blum se instaló en el poder. En París, Gavrić trabajó políticamente para el Partido Comunista Francés. Ese mismo año, más allá de los Pirineos, el general Franco tomó el mando de un golpe militar que marcó el estallido de la Guerra Civil Española. España se convirtió muy rápidamente en el eje de un conflicto militar internacional entre la izquierda y la derecha. Lisa Gavrić pasó los siguientes seis meses realizando un apresurado programa de formación para convertirse en enfermera-paramédica y así poder ayudar en la lucha para derrotar al fascismo en España. Seis meses después estaba casi lista para partir. Primero entregó a su hija a unos camaradas franceses para que Inga pudiera estar bien cuidada. Por mediación de la organización Socorro Rojo Internacional patrocinada por la Unión Soviética, la niña fue transferida a la Unión Soviética, donde, a partir de 1937, Inga creció en el Interdom/ Интердом (hogar internacional para niños) creado bajo los auspicios de Socorro Rojo en 1933 en Ivanovo, una ciudad industrial al noreste de Moscú.

### Guerra civil española
Llegó en barco a Albacete como parte de un grupo de mujeres destinadas a realizar labores médicas relacionadas con la guerra en la zona. Fueron distribuidas entre una serie de hospitales militares improvisados de la región administrados, a efectos médicos, desde Murcia. En un momento dado, Gavrić fue destinada a trabajar en el Hospital Casa Roja de la ciudad. En otro tiempo trabajó en la Clínica Universitaria de la ciudad. La vida y el trabajo eran duros, a lo que no ayudaba la escasez de casi todas las categorías de equipos médicos y suministros esenciales. También escaseaban los médicos especialistas y las enfermeras.
A comienzos de 1939, con la derrota de la República Española frente a los insurgentes nacionalistas, miles de refugiados y combatientes derrotados cruzaron la frontera hacia Francia, acompañados por personal médico y otros antifascistas. En este contexto, Lisa Gavrić regresó a París, donde permaneció unas semanas. Sin embargo, las autoridades de la ciudad se negaron a renovar su permiso de residencia, lo que la obligó a trasladarse al sur de Francia.

### Francia y Resistencia
En el sur de Francia, Gavrić fue llevada en autobús con otras mujeres al campo de internamiento de Gurs, de reciente construcción, donde pasó los cuatro meses siguientes. La seguridad en ese momento dependía en gran medida de la ubicación extremadamente remota del campo, en lo alto de un valle montañoso, y del hecho de que la mayoría de los internos eran extranjeros, con poca capacidad para hablar dialectos locales o incluso francés; dentro del campo el idioma predominante era español. Muchos internos lograron de hecho escapar sin mayores dificultades durante estos primeros meses y encontrar su camino de bajada de las montañas: Lisa Gavrić fue una de ellas. Tras la capitulación de Francia en 1940, vivió escondida en el sur. Para febrero de 1941, residía en Arlés, donde estableció contactos con la Resistencia Francesa y elementos clandestinos del Partido Comunista Austriaco. Desde allí, recibió instrucciones del partido austriaco para regresar a Viena y reanudar su labor política, pero su solicitud de permisos ante la Comisión de Armisticio Alemana en París fue rechazada.
Permaneciendo en Francia, Lisa Gavrić intensificó su participación en la Resistencia Francesa y estableció vínculos con el Comité Nacional por una Alemania Libre, patrocinado por la Unión Soviética. Entre 1942 y 1945, trabajó en una rama de la Resistencia conocida como Mädelarbeit (trabajo de chicas), destinada a influir en soldados alemanes descontentos con la guerra. Su fluidez en alemán, sin acento extranjero, la hacía especialmente apta para esta tarea. El trabajo consistía en identificar a soldados insatisfechos, entablar conversación con ellos, fomentar su deserción o su cooperación con actividades antinazis y distribuir propaganda antiguerra en alemán. El trabajo era sumamente peligroso, ya que cualquier error podía llevar a la deportación o la muerte. Según algunos informes, Gavrić fue reclutada para Mädelarbeit mientras enseñaba idiomas en un colegio Berlitz, lo que también le permitió identificar y formar a otras mujeres para este esfuerzo. Eventualmente, bajo el seudónimo "Maria," asumió el liderazgo de un grupo principal de Mädelarbeit en París, sucediendo a Gerty Schindel.
Con base en París durante 1943, Lisa Gavrić y Thea Saefkow, bajo los nombres encubiertos de "Maria" y "Mado", también actuaron como puntos de contacto entre el contingente "Francia Libre" de la red de la Resistencia francesa y la pequeña célula de resistencia antifascista en torno a Kurt Hälker, que operaba desde el interior del "Marinestab West", el centro del mando naval alemán con base en París. A través de los contactos clandestinos por radio, y otros, que los franceses libres tenían con el ejército británico, esto significó que "María" y "Mado" fueron fundamentales para pasar información importante sobre la planificación naval alemana desde el corazón del mando militar alemán a los planificadores militares británicos, e indirectamente estadounidenses, durante la preparación crítica para la Liberación de París.
A finales de 1943, Lisa Gavrić formó parte de un grupo de mujeres a las que el Partido comunista de Austria ordenó regresar a Viena. Esta vez, mediante una cuidadosa planificación y la implementación de un subterfugio, lograron realizar el traslado. Utilizando nombres franceses y documentos falsos, las mujeres se presentaron como trabajadoras extranjeras francesas ante las autoridades de Viena, donde para ese entonces el desperdicio humano de la guerra había creado una desesperada escasez de mano de obra. Durante un tiempo pudieron realizar operaciones de resistencia en la capital austriaca. Entonces algunos del grupo de "trabajadores alemanes" fueron arrestados y uno de ellos, probablemente bajo severas torturas, reveló la verdad sobre el contingente de trabajadores extranjeros "franceses" que habían llegado a la ciudad a finales de 1943. Los miembros del grupo de "trabajo alemán" que se encontraban en París pudieron esconderse, pero todos los que habían regresado a Austria fueron arrestados por la Gestapo, incluida, probablemente en junio o julio de 1944, Marie-Louise Béranger, como se llamaba Lisa Gavrić en sus documentos de identidad francófonos falsificados.

### Ravensbrück
Después de su arresto, fue llevada junto con otras personas al gran complejo policial junto al canal, en el barrio Alsergrund, en el centro-norte de Viena, donde probablemente estuvo retenida durante aproximadamente cuatro meses y sometida a la habitual combinación de tortura e interrogatorio. La acusaron de traición, alta traición, espionaje y degradación del ejército. Sin embargo, en la segunda mitad de 1944, el sistema de justicia era una de las muchas partes de la infraestructura civil y militar que empezaba a desintegrarse, y las autoridades decidieron posponer el juicio al que ella y sus coacusados habrían tenido derecho, en otras circunstancias, hasta después de la guerra. Sin embargo, no era posible liberarlas, por lo que fueron transportadas al norte, al campo de concentración de mujeres de Ravensbrück, en las afueras de Berlín, en las llanuras pantanosas junto a la carretera principal hacia Rostock. Lisa Gavrić sobrevivió a los seis meses "más terribles" de su vida en el campo de concentración de Ravensbrück. Utilizando documentos falsos que la identificaban, una vez más, como una mujer francesa, y empleando, esta vez, el nombre de sonoridad francesa Louise Desmeth, el 25 de abril de 1945 fue pasajera en uno de los muchos convoyes de autobuses que salían de Ravensbrück en dirección norte, hacia Suecia, como parte del programa de los "Autobuses Blancos " de la Cruz Roja.

### Regreso a la paz
Viajando a través de Dinamarca, el convoy llegó a Suecia el 26 de abril de 1945, un par de semanas antes de que terminara la guerra en Europa. Como parte de la operación de rescate, el gobierno sueco dispuso que a cada ex recluso de concentración se le permitiera permanecer en Suecia durante un período de recuperación de seis meses, y luego decidir si deseaba establecerse en Suecia de forma permanente o regresar a casa. Gavrić fue alojada en una gran villa cerca de Estocolmo con catorce mujeres francesas y otras cinco austriacas. Había entre ellas un espíritu de alivio y optimismo, pero también un fuerte sentido de obligación de regresar a sus países de origen y contribuir a la ingente y urgente tarea de reconstrucción de posguerra. Gavrić permaneció en Suecia el tiempo suficiente para recuperarse de los peores efectos del daño psicológico y físico al que había sido sometida en el campo, y luego regresó -de nuevo- a Viena.
De regreso en Viena, que permaneció bajo ocupación militar y dividida en sectores administrados entre 1945 y 1955, Gavrić se reunió brevemente con su hija Inga. Sin embargo, Inga, que había crecido en la Unión Soviética, decidió establecer su vida allí. Mientras tanto, Gavrić aceptó un puesto como funcionaria del Partido comunista de Austria en el Departamento de Trabajo de la Mujer (Abteilung für Frauenarbeit) y como Secretaria General de la Sociedad de Amistad Austro-Jugoslava en Viena. A finales de 1948, probablemente en respuesta a la ruptura diplomática y política entre Yugoslavia y la Unión Soviética, Lisa Gavrić, como figura principal de la Sociedad de Amistad Austriaco-Jugoslava, se trasladó a Belgrado. Según una fuente, se reunió con su marido en Belgrado, pero otras fuentes guardan un notable silencio sobre si los dos volvieron a reunirse o no después de la expulsión de Lisa de Yugoslavia en 1933/34. Sin embargo, hay referencias en otras fuentes que indican que Gavrić y su hija permanecieron en contacto entre sí y "se visitaban con frecuencia".
En Belgrado trabajó como instructora para miembros del departamento especializado de alemán en el Consejo Nacional de Sindicatos. Más tarde asumió el cargo de redactora jefe del periódico "Schaffende" y trabajó también como comentarista en la sección alemana de Radio Yugoslavia. Durante los últimos años antes de jubilarse, Lisa Gavrić trabajó en el Instituto Yugoslavo de Problemas Económicos y Políticos Internacionales.
A mediados de la década de 1950, Lisa Gavrić sufrió una larga y grave enfermedad, de la que se recuperó. Sin embargo, veinte años después, mientras visitaba a su hija en Dubna (en las afueras y al norte de Moscú), sufrió un ataque cardíaco que le provocó la muerte el 22 de junio de 1974, a pocas semanas de cumplir 67 años.